# Мюррей, Дэвид Кристи
Дэвид Кристи Мюррей (англ. David Christie Murray; 1847—1907) — британский писатель

 и журналист.

## Биография
Дэвид Кристи Мюррей родился 13 апреля 1847 года в Уэст-Бромидже в семье печатника, образование получил в школах Уэст-Бромвей и Спон-Лейн, с 11-летнего возраста помогал своему отцу в работе. В 18-летнем возрасте был отправлен в Лондон для обучения печатному делу, но вскоре добровольно поступил на службу в армию, вступив в 4-й полк королевских ирландских драгун. После прохождения службы стал журналистом. Первоначально писал для «Wednesbury Advertiser», позже для «Birmingham Morning News», где специализировался на криминальной хронике. В 1871 году женился, в браке имел рано скончавшуюся дочь. Имел также четырёх внебрачных детей.
Во время Русско-турецкой войны 1877—1878 годов был специальным корреспондентом «Times» и «Scotsman», но после войны отошёл от журналистики и переключился на написание художественных произведений. В 1879 году вторично женился. В 1881—1886 годах жил в Бельгии и Франции, в 1889—1896 годах — в Ницце. В 1884—1885 годах читал лекции по литературе в США и Канаде, в 1889 году — в Австралии; в 1890 году там же участвовал в работе театральной труппы Гарри Сент-Мора. 
Дэвид Кристи Мюррей скончался 1 августа 1907 года в городе Лондоне после продолжительной болезни.
Написал много романов и повестей: «А Life’s Atonement», «Joseph’s Coat», «Val Strange», «Coals of Fire», «The Way of the World», «Wild Dorrie» (1889) и др. Романы его авторства переводились и на русский язык (в «Русском Богатстве» и «Неделе» в 1880-х годах).